# Eupithecia impurata
Eupithecia impurata är en fjärilsart som beskrevs av Jacob Hübner 1808. Eupithecia impurata ingår i släktet Eupithecia och familjen mätare. Inga underarter finns listade i Catalogue of Life.